# (36437) 2000 PW23
2000 PW23 (asteroide 36437) é um asteroide da cintura principal. Possui uma excentricidade de 0.13577760 e uma inclinação de 4.20557º.
Este asteroide foi descoberto no dia 2 de agosto de 2000 por LINEAR em Socorro.